# ベレッタ Modello 1938A
ベレッタ Modello 1938Aは、第二次世界大戦中にイタリアで開発された短機関銃である。愛称は「モスキート」。

## 開発の経緯
第一次世界大戦前後、各国では短機関銃の開発が盛んに行われていた。イタリアでもより軽く、頑丈かつ射撃精度のいい短機関銃の開発を求めた。当時、自動式拳銃の開発で有名になったイタリア古参銃メーカーベレッタ社の設計者ツオレ・マレンゴーニは、拳銃の開発と平行して短機関銃の開発に着手する。
1938年になってベレッタ社はModello 1938A（M38A）を完成させ、イタリア陸軍に制式短機関銃として採用された。

## 特徴
M38Aは、シンプルブローバック方式を採用し、セミオートとフルオートを撃ち分けることができる。引き金は2本あり、前側がセミオート用、後側がフルオート用である。2本の引き金は一直線上に並んでいるのではなく、前側が右、後側が左に寄せられている。コッキングハンドルは銃機関部の右側面に設けられ、ボルトとは別部品となっているため射撃中には前進位置にとどまっているほか、ダストカバーを兼ねているので前身位置では機関部の開口部を保護している。機関部の左側面にはレバー式の安全装置があり、安全位置ではボルトが固定される。銃身には保護および放熱のためのジャケットがかぶせられ、銃口部分には効果的なマズルブレーキが設けられている。射撃の際には、空薬莢は銃の左前方へ排出される。初期型は弾倉挿入口に、手動で開閉できるスライド式ダストカバーを備えていた。また初期型にはバレルジャケットに専用銃剣を装着することもできた。
弾薬は、ベレッタ製拳銃の弾薬を共用することが可能で、使用する箱型弾倉は装弾数に応じて10・20・30・40発用の4種類が用意されていた。

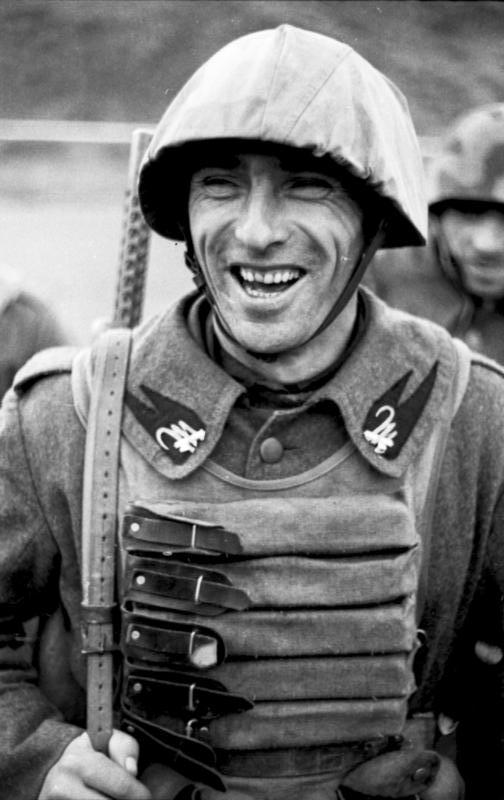
「サムライ」ベストを着用したイタリア社会共和国の兵士

M38A用の弾倉を携行するためのベストも支給され、このベストは横向きにした弾倉を縦に並べて収納し、遠目に日本古来の鎧（とくに腹当）に似ていたことから「サムライ」と呼ばれた。このベストには、弾倉を胸元だけに収納する簡易なタイプのほか、弾倉を胸元と背中の両面に収納し、さらに腰回りに手榴弾入れを配置したタイプも存在した。
ベレッタ社独特の上質な仕上げは、大戦末期になってから銃身覆いなど工作過程の一部で省力化されたのみで、イタリアの降伏まで高い品質は維持され続けた。しかし、その反面、削り出し加工に頼る設計のため、同世代の短機関銃に比べてコストが高く大量生産には向かなかった。

## 運用

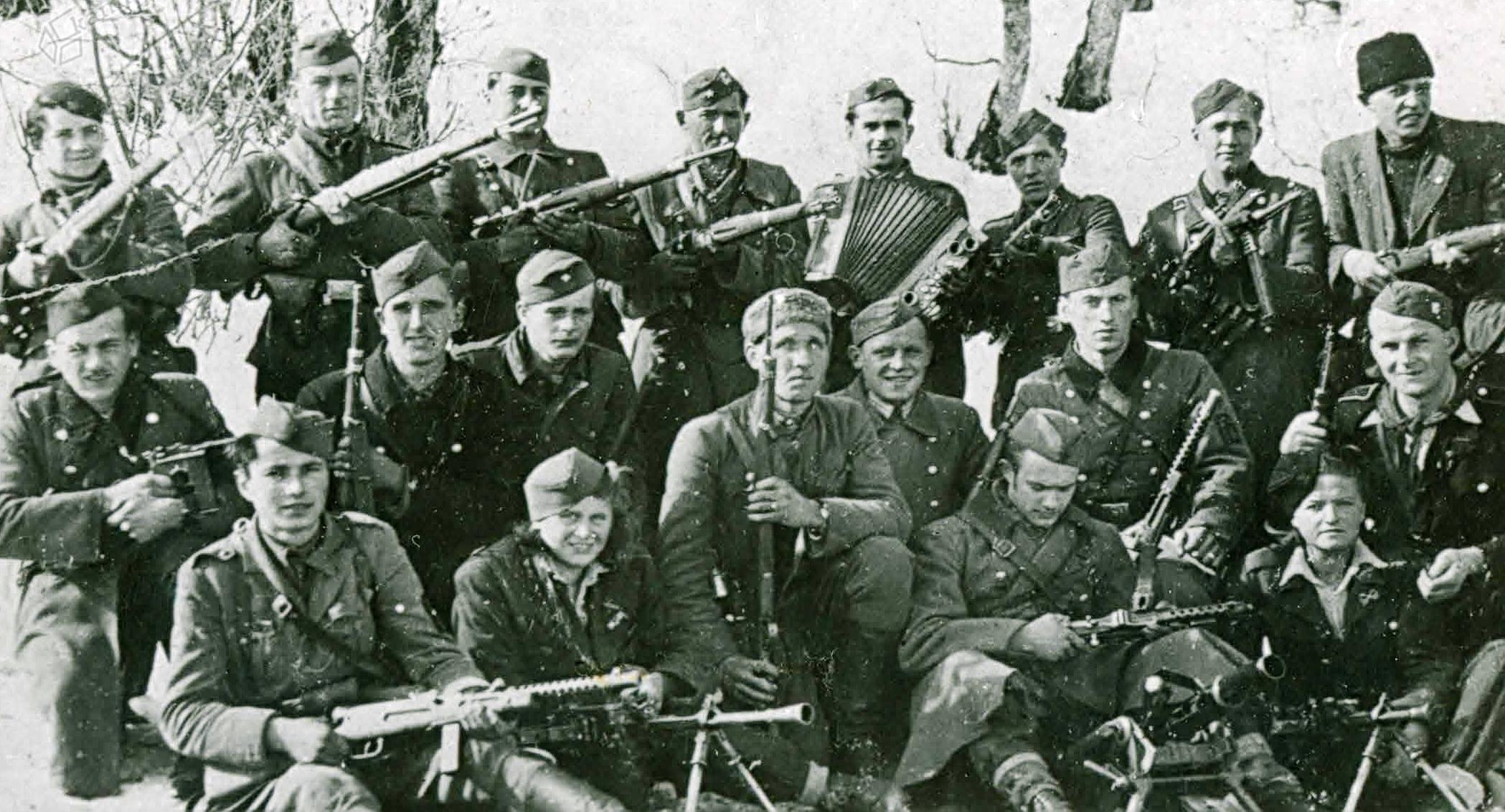
M38Aで武装したスロベニアのパルチザン（下段最左と中段の右から二人目）

M38Aは、おもにイタリア陸軍の空挺部隊・ベルサリエリ・アルピーニ・機械化部隊・自動車化部隊・カラビニエリ・黒シャツ隊などで使用された。のちにベレッタ社は、M38Aの銃身と先台を短縮、さらに、バレルジャケットとバヨネットラグを廃止し、マズルブレーキを簡略化したModello 38/42（M38/42）を開発する。
M38AとM38/42はイタリア国内に駐留していたドイツ国防軍や武装親衛隊にも供与され、MP738(i)の名称で準制式となり広く使用された。また、当時同盟国であったルーマニアにも輸出され、ルーマニア陸軍でも運用された。

### イタリア降伏後
1943年にイタリアは連合軍に降伏し、大量に残されたM38Aはドイツ軍が接収し自軍の制式兵器とした。その後も連合国への抵抗を続けるイタリア社会共和国と北イタリアのドイツ軍のためにM38AおよびM38/42の製造は続き、1945年末にはM38/42の復座ばね（リコイルスプリング）機構を簡略化したModello 38/44（M38/44）が開発され、ドイツ軍ではこれをMP739(i)として採用した。

### 戦後
第二次世界大戦終結後、残存していたM38Aシリーズは再編されたイタリア軍および警察に改めて採用され、M38/44はModello 1と改称の上で生産が再開する。
その後、Modello 2からModello 5までの段階的改良を経て使用され続け、ベレッタM12による更新が完了したのは1970年代だった。

## 登場作品

### 映画
『炎の戦線エル・アラメイン』

### 漫画・アニメ
『ストライクウィッチーズ』
直接登場する訳ではないが、フランチェスカ・ルッキーニ少尉が過去に本銃を装備していたものの紛失した、という設定がある。
『ルパン三世 ハリマオの財宝を追え!!』
アーチャー卿が使用する。

### ゲーム
『コール オブ デューティ』シリーズ
『CoD2:BRO』
イタリア軍のサブマシンガンとして登場する。
『CoD:WWII』
『ストライクウィッチーズ -蒼空の電撃戦 新隊長 奮闘する!-』
『バトルフィールドV』
『メダル・オブ・オナー アライドアサルト リロード2ND』
『Enlisted』